# Peter Brüchmann
Peter Klaus Brüchmann (* 5. April 1932 in Berlin; † 17. Oktober 2016 daselbst) war ein deutscher Fotograf. Er porträtierte Bühnen-, Film- und Musikstars der 1950er bis 1980er Jahre.

## Leben
Brüchmann wuchs in Berlin auf. Von 1949 bis 1952 machte er eine Lehre bei der Mode- und Porträtfotografin Lotte Söhring. Nach einem Volontariat bei der Deutschen Presseagentur (dpa) wurde er dort ab 1954 angestellter Fotograf. Willy Fleckhaus vermittelte ihm 1956 erste eigene Bildbeiträge in der Jugendzeitschrift Aufwärts des Bund-Verlags. 1958 wurde er kurzzeitig Bildreporter im Berliner Büro der Frauenzeitschrift Constanze, Ende 1958 zog Brüchmann nach Hamburg, wo er weiterhin für Constanze, sowie für Schöner wohnen und Stern tätig war. 1963 wurde er Redaktionsfotograf bei der Bild am Sonntag. 1964 wechselte er nach München, wo er anfangs für die Zeitschrift Revue arbeitete. Von 1966 bis 1967 war Brüchmann Fotograf bei der Zeitschrift Quick. 1961 dokumentierte er den Besuch der Beatles im Top Ten Club auf der Reeperbahn in Hamburg, eine Reportage, die 1966 in der Quick erschien. Seit 1968 war er freiberuflich als Fotograf unter anderen für Quick, Freundin, Playboy, Lui und vor allem für twen tätig.
Brüchmann porträtierte viele Bühnen-, Film-, Literatur- und Musikstars der 1950er bis 1980er Jahre, anfangs in Schwarz/Weiß, später in Farbe. 1967 und 1968 entstanden auf dem Münchner Filmball des Burda-Verlags zahlreiche Aufnahmen; bekannt sind die dort entstandenen Fotografien von Romy Schneider.
In den 1970er Jahren lebte er längere Zeit in Singapur und fotografierte in Indonesien für die Apa-Guides-Reiseführer (heute Polyglott Reiseführer) und die indonesische Fluggesellschaft Garuda.
Die Fotosammlung des Deutschen Historischen Museums (DHM)  in Berlin besitzt 49 Schwarzweiß- und  38 Farbabzüge seiner Arbeiten aus den 1950er bis 1980er Jahre. Brüchmann lebte in Berlin.

## Ausstellungen
- 1995 twen – Revision einer Legende, Stadtmuseum München
- 2008 Die Erinnerung ist oft das Schönste – Fotografische Porträts von Romy Schneider, Opelvillen, Rüsselsheim (2009: Museum für Kunst und Gewerbe, Hamburg; 2010: Kunstmuseum Dieselkraftwerk, Cottbus)
- 2013 Werkschau in der MULTIPLE BOX Galerie in Hamburg